# 奥谷亘
奥谷 亘（おくたに わたる、1975年1月9日 - ）は、陸上競技（長距離走・マラソン）元選手で、現在はSUBARU陸上部監督（指導者）。兵庫県加古郡播磨町出身。身長181cm、体重61kg。2005世界陸上選手権ヘルシンキ大会男子マラソン日本代表、2007世界陸上選手権大阪大会男子マラソン日本代表（病気の為辞退）。

## 来歴
父の勧めにより小学校から走り始め、1990年、西脇工業高校に進学。高校3年時にインターハイの3000mSCで8位に入賞。その年、それまで補欠メンバーで出場ならなかった全国高校駅伝に個人として初出場し準エース区間の3区を走った。3区をダニエル・ジェンガ（仙台育英1年）の記録した24:15に次ぐ区間2位24:20をマークし6人抜きをし、2区石本文人（1年）、4区小島宗幸（2年）、5区小島忠幸（1年）を配するチームは、由良育英（総合2位）、榎木和貴（3年）擁する小林高校（総合3位）やジョン・マイタイ）1年やダニエル・ジェンガら留学生ランナーを擁する仙台育英（総合4位）に走り勝ち優勝した。
1993年、ダイエーに入社。1994年、ポルトガルのリスボンで行われた世界ジュニア陸上選手権に5000m日本代表として出場し、予選を通過し決勝で14位となる。
1995年、積水化学工業へ移籍。1999年、東京国際マラソンに出場し、初マラソンながら5位（日本人3位）となる。
2000年、富士重工業（現SUBARU）へ移籍。2003年、ポルトガルで行われた世界ハーフマラソン選手権に日本代表として出場し40位となる。
2005年、びわ湖毎日マラソン出場し4位（日本人2位）となり、同年の世界陸上選手権ヘルシンキ大会男子マラソンの日本代表に初めて選ばれる。その世界陸上本番レースの結果は14位に留まったが、日本人3番手でゴールし、国別対抗の団体戦の優勝に貢献した。
2006年、福岡国際マラソン出場し、4位（日本人1位）となり、自己ベスト記録を更新。翌年の世界陸上選手権大阪大会男子マラソンの内定第1号となる。しかし、2007年4月に腸の病気（大腸穿孔性憩室炎）で3度の開腹手術、小腸の8割と大腸の一部を切除した。体調が回復しないため、世界陸上大阪大会の日本代表を辞退する（当初補欠の佐藤智之が正式代表に繰り上げ）。一時は日常生活に支障が出る程の重症状態で、その後公式レースには出場していなかった。
2009年6月、現役引退を発表。SUBARU陸上部のコーチに就任。
2010年2月、約3年3か月ぶりのフルマラソン出場となる東京マラソンに出走した。
2011年2月1日付でSUBARU陸上部の監督に昇格、現在に至る。

## マラソン全成績
| 1999年2月14日  | 東京国際マラソン                   | 2時間11分24秒 5位                                    |
| 2000年11月26日 | つくばマラソン                     | 2時間18分41秒 優勝                                   |
| 2001年8月26日  | 北海道マラソン                     | 途中棄権                                             |
| 2005年3月6日   | びわ湖毎日マラソン                 | 2時間09分13秒 4位                                    |
| 2005年8月13日  | 世界陸上ヘルシンキ大会男子マラソン | 2時間15分30秒 14位（団体戦日本代表金メダル）         |
| 2006年12月3日  | 福岡国際マラソン                   | 2時間8分49秒 4位（自己ベスト記録、世界陸上代表内定） |
| 2007年8月25日  | 世界陸上大阪大会男子マラソン       | 出場辞退、欠場                                       |
| 2010年2月28日  | 東京マラソン2010                   | 4時間11分16秒 -位                                    |